# Emimmo Salvi
Emimmo Salvi, nome all'anagrafe Domenico Salvi (Roma, 23 gennaio 1926 – 1982), è stato un regista, sceneggiatore e produttore cinematografico italiano.

## Biografia
Inizia la sua carriera nel mondo del cinema prima come ispettore di produzione e poi come direttore di produzione in numerosi film quali Francesco, giullare di Dio (1950) e Viaggio in Italia (1954) di Roberto Rossellini, Il bigamo (1955) di Luciano Emmer, Le notti di Cabiria (1957) di Federico Fellini.
In seguito passa alla regia di pellicole del cosiddetto cinema di genere, soprattutto spaghetti western e peplum.
Lo sceneggiatore e regista Valerio Attanasio, per parte di padre, è un lontano parente di Emimmo Salvi. Nel 1981 iniziò le riprese di un film peplum, Zeus, che non portò a termine poiché si tolse la vita quando scoprì di essere affetto da diabete.

## Filmografia

### Regista
- Vulcano, figlio di Giove (1962)
- Le 7 fatiche di Alì Babà (1962)
- FBI chiama Istanbul (1964)
- Sindbad contro i sette saraceni (1964)
- Un gangster venuto da Brooklyn (1966)
- 3 colpi di Winchester per Ringo (1966)
- Il tesoro della foresta pietrificata (1966)
- Wanted Johnny Texas (1967)
- Pugni dollari & spinaci (1978)

### Sceneggiatore
- Capitan Fuoco, regia di Carlo Campogalliani (1958)
- Il terrore dei barbari, regia di Carlo Campogalliani (1959)
- David e Golia, regia di Ferdinando Baldi e Richard Pottier (1960)
- Il gigante di Metropolis, regia di Umberto Scarpelli (1961)
- Le sette sfide, regia di Primo Zeglio (1961)

### Produttore
- Sorrisi e canzoni, regia di Luigi Capuano (1958)
- Il terrore dei barbari, regia di Carlo Campogalliani (1959)
- David e Golia, regia di Ferdinando Baldi e Richard Pottier (1960)
- Il gigante di Metropolis, regia di Umberto Scarpelli (1961)
- Le sette sfide, regia di Primo Zeglio (1961)